# Total Sex
Total Sex är den brittiska gruppen Whitehouses andra album, utgivet 1981.

## Låtlista
1. Total Sex (6:05)
2. Phaseday (6:03)
3. Dominate You (6:03)
4. Politics (1:55)
5. Roller Coaster (6:08)
6. Ultrasadism (6:06)
7. Her Entry (6:06)
8. Foreplay (6:06)